# Akcie

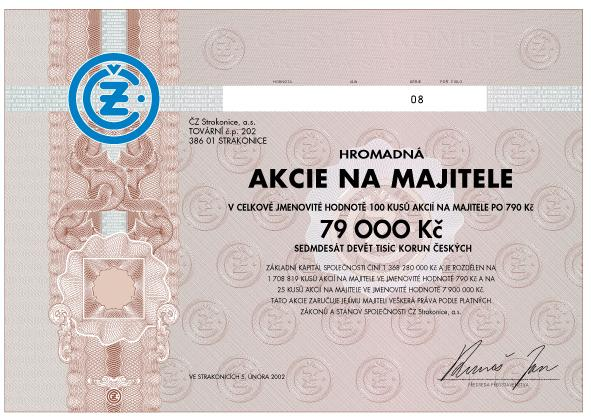
Hromadná akcie

Akcie je cenný papír, který potvrzuje, že jeho majitel (držitel) je akcionář, tj. že vložil určitý majetkový podíl (kapitál) do akciové společnosti. Akcionář má vůči majetku akciové společnosti různá práva, podle typu akcie, kterou drží. Např. je oprávněn podílet se na zisku společnosti formou dividendy a účastnit se na řízení společnosti mimo jiné tím, že je oprávněn hlasovat na valné hromadě, případně se podílet na likvidačním zůstatku společnosti v případě likvidace. Za závazky společnosti akcionáři po dobu trvání účasti ve společnosti neručí. Výjimku tvoří pouze ručení za dluhy společnosti do výše podílu akcionáře na likvidačním zůstatku po zrušení společnosti s likvidací.
S některými akciemi se obchoduje na burzách cenných papírů, kde se tak v rámci nabídky a poptávky určuje i jejich cena.

## Charakteristika
Kapitál akciové společnosti vzniká emisí akcií a jejich prodejem na trhu, zpočátku za nominální hodnotu, která je na akcii vyznačena nebo v případě pouhého elektronického zaknihování oficiálně určena. Existují také akcie bez vyznačené nominální hodnoty. Akcionáři tyto cenné papíry kupují, protože očekávají zisk jednak z vyplácených dividend, tak i z růstu kapitalizace akcie. Nákup akcií ve vhodné době může být dobrý způsob zhodnocení peněz, hodnota akcie může vzrůst až o stovky procent. Stejně tak je ale možný pokles cen akcií a částečná nebo i úplná ztráta peněz, které do nich akcionáři vložili. Proto je obchod s akciemi rizikový. 
Obecně lze říci, že při držení akcií podstupuje investor vyšší riziko než u dluhopisů, což však bývá vykompenzováno vyššími výnosy.
Akciová společnost neuvedená k obchodování na burze je soukromou firmou uzavřeného typu. Takové akciové společnosti vznikají úpisem akcií bez veřejné nabídky předem určenými upisovateli – zakladateli společnosti.
Účastí a hlasováním na valné hromadě se akcionář může podílet na rozhodování o společnosti, obvykle i na volbě jejího představenstva, dozorčí rady a podobně. Protože každá akcie znamená obvykle jeden hlas, může většinový akcionář, který vlastní „kontrolní balík“ akcií, o společnosti rozhodovat do značné míry sám a někdy tak i poškodit menšinové akcionáře. Jejich zájmy proto musí chránit zákony, které mohou například určit procentní výši držení akcií, která vede ke zvláštním právům menšinových akcionářů.

## Rozdělení
Akcie lze rozdělit podle několika hledisek:

### Dělení z hlediska podoby
- Akcie listinné (fyzické listiny)
- Akcie zaknihované (zápis v evidenci)

### Dělení z hlediska formy
- Akcie na jméno je vydávána na jméno určité osoby (právnické nebo fyzické). Je posuzována jako cenný papír na řad: v listinné podobě se převádí rubopisem (tzv. indosamentem) a jejím fyzickým předáním (tzv. tradicí). V zaknihované podobě se převádí smlouvou a registrací podle § 21 zák. o cen. pap. Výhodou je lepší ochrana proti odcizení, nevýhodou obtížnější prodejnost, což se projeví na ceně. Převoditelnost akcií na jméno lze stanovami omezit (nikoli vyloučit) a vázat tento převod na souhlas některého z orgánů společnosti.
- Akcie na majitele je posuzována jako cenný papír na doručitele. Držitel je pro společnost anonymní. V zaknihované podobě se také převádějí smlouvou a registrací podle § 21 zák. o cen. pap. V listinné podobě stačí nicméně jen fyzické předání (tzv. tradicí) (není třeba indosament). Výhodou je snadná obchodovatelnost na sekundárních trzích. Akcie na majitele jsou vždy volně převoditelné.

Občas se objevují i názory, zda by za další formu neměly být považovány i zaknihované akcie (viz podoba akcií) – byly by tak nejen zvláštní podobou akcií, ale i samostatnou formou.

### Násobkové (hromadné) akcie
U listinných akcií se připouští vydání tzv. hromadných listin. Tedy násobkových akcií představující vždy určitý počet jednotlivých akcií vydaných na jednu listinu. Obvykle se vydávají násobky po 10, 50, 100 a více kusech, podobně jako u násobků bankovek. Řada akciových společností však v domnění úspor vydává násobky na přesný počet akcií připadající jednomu akcionáři (např. 3.531 ks). Hromadné listiny se pak musí při převodech a jejich dělení dále dělit a vzniká nepraktická řada nerovnoměrných násobků. Při vydání hromadné listiny za jednotlivé akcie nebo naopak se musí zneplatnit původní akcie. Vydání hromadných akcií musí být upraveno ve stanovách společnosti s tím. Vydání hromadné akcie na místo jednotlivých je obvykle zpoplatněno žadateli o jejich vydání, pokud tak není dohodnuto při jejich prvním vytištění. Naopak vydání jednotlivých akcií na místo hromadné musí být akcionářovi umožněno kdykoli, protože jednotlivá akcie je základní jednotkou, kterou musí obdržet každý akcionář.

### Hlasování u akcií
Každá akcie má zpravidla jeden hlas. Pokud společnost vydala různé jmenovité hodnoty (nominální) akcií, může být hlasování upraveno např. ve vztahu k této hodnotě, např. na každých 10 Kč jeden hlas apod. V minulosti bylo možné vydat i podílové (dílcové) akcie, např. na 1/2 každé akcie. V zakladatelském tzv. grunderském období byl nejčastější nominál 200 zlatých. Vzhledem k vysoké hodnotě řada firem vydala část akcií v polovinách po 100 zl. Každá akcie tak kromě svého čísla byla označena signaturou a, b nebo I, II (např. č. 1023a), tak aby každá polovina měla svůj znak. Hlasování se tak dělo pouze z poloviny. Stanovy akciových společností upravovaly též minimum a maximum hlasů. Např. na valné hromadě připadalo na každých 10 akcií jeden hlas. Omezování bylo většinou u rolnických cukrovarů např. tak, že maximum bylo 100 hlasů. Kdo tedy vlastnil více než 1.000 akcií připadlo mu tak jako tak jen 100 hlasů. Kdo měl jen 9 akcií neměl hlas žádný a musel se s někým spojit.

### Dělení z hlediska druhu
- Akcie zakladatelské by měly být označeny všechny emise akcií, které jsou emitovány při založení společnosti. Taková akcie je však současně kmenovou akcií. V případě zvýšení kapitálu a vydání nové emise akcií je již každá další emise jen kmenovou.
- Akcie kmenové (nejběžnější, s právem: na dividendu (podíl na zisku); na účast na valné hromadě – hlasovat zde, právo obdržet vysvětlení jednání valné hromady; uplatňovat návrhy či protinávrhy a právo na podíl na likvidačním zůstatku )
- Akcie prioritní (s přednostním právem na výplatu dividendy či na privilegovaný podíl na likvidačním zůstatku (případně oboje), s omezeným právem hlasovat – toto omezení ovšem musí uvádět stanovy, nedochází k němu ze zákona!). Prioritní akcie zkrátka přináší svému majiteli nějakou výhodu. Jde o přednostní nebo vyšší dividendu obvykle s omezením jiného práva, např. hlasovacího.
- Akcie zaměstnanecké (byly vydávány pro zaměstnance, většinou za zvýhodněnou cenu a jako součást motivace – od 1. ledna 2001 nemohou být vydávány). Zaměstnaneckou akcii musel zaměstnanec po odchodu ze zaměstnání zpět prodat firmě nebo jinému zaměstnanci, pokud odcházel z důvodu změny místa. Při odchodu do důchodu si mohl akcii ponechat, ale dědicové je museli opět vrátit, pokud sami nebyli zaměstnanci. Vydávání akcií zaměstnancům následně probíhá v podobě akcií kmenových či prioritních; viz zaměstnanecké vlastnictví akcií.
- Akcie zlaté (byly vydávány pro potřeby spojené s privatizací státních podniků na počátku 90. let 20. století)

## Historie
Akciové společnosti nejsou vynálezem posledních několika let. První akciová společnost světa vznikla v roce 1602 v Nizozemí. Byla to Nizozemská východoindická společnost (nizozemsky Vereenigte Oost-Indische Compagnie).

### Význam akciových společností a jejich názvu
Akciová společnost jako forma společenského podnikání souvisí s potřebou větších kapitálových hodnot pro investice. Ty, zejména při zámořských výpravách, vyžadovaly velkého kapitálu, který nebyl jednotlivec schopen shromáždit. Hrozil mu také v případě neúspěchu krach. Proto se na potřebný kapitál soustředilo několik dílů (akcií) od jednotlivců, který se každý podílel na daném obchodu svým dílem. Oproti jednorázovému obchodu byla forma akciové společnosti zaměřena se stejnými pravidly na dlouhodobé podnikání.

### Podoba listinných akcií
Akcie je cenina. Jako taková by měla být chráněna proti padělání. Zájmem každé společnosti by mělo být omezení možnosti napadení akcií. Tisk cenin v chráněném režimu kontroly s použitím materiálů, které nejsou volně získatelné, jsou doménou tiskáren cenin. V České republice doposud neplatí zákon o povinnosti tisku akcií v ceninové podobě (první návrh zákona vypracovalo MF ČR v roce 1996 a od té doby ho nikdo neuznal za podstatný k prosazení). Proto si akcie může vytisknout každý třeba na domácím počítači. Podle toho také vypadají akcie u řady společností, které nepovažují akcie za důležitý dokument. Akcie je přitom nejvyšším dokladem společnosti a jediným opravňujícím dokladem akcionáře k výkonu jeho práv. Řada bank dnes odmítá přijímat do zástavy neceninové cenné papíry. Tisk cenných papírů není jen otázkou ochranných prvků, ale i kontroly nad vydaným počtem kusů a vizitkou každé alespoň trochu solidní společnosti.
K listinné akcii patří kuponový arch k výplatě dividend. Kupón k akcii však může být vydán i na doručitele (podobně jako u dluhopisů na jméno), takže předložitel kuponu může být někdo jiný než vlastník akcie.

## Výkyvy cen

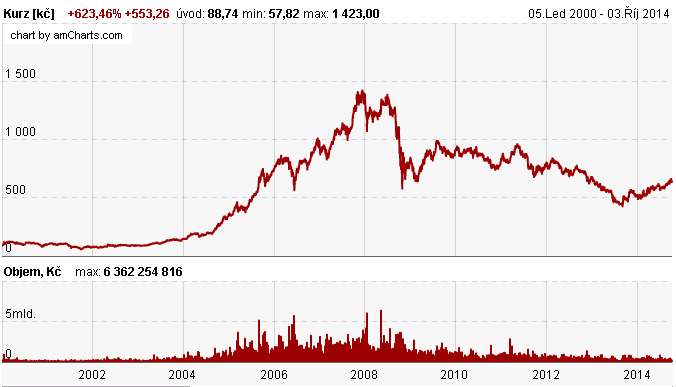
Příklad: Vývoj ceny akcie Čez

Cena akcie se v zásadě pohybuje na základě nabídky a poptávky. Jako každá komodita na trhu je i cena akcie tím vyšší, čím větší je poptávka, a tím nižší, čím větší je nabídka.
Dlouhodobě roste nominální cena akcií o 1 % až 10 % (bez snížení ceny inflací).
Na změnách nabídky a poptávky se podílí řada různých faktorů, například konkrétní výsledky akciové společnosti v minulosti, očekávání trhu v budoucnu a srovnání těchto hodnot, úroveň důvěry v makroekonomiku, důvěra v segment, ve kterém se akcie nachází či důvěra v konkrétní emisi akcie. V krátkém období může mít na cenu akcie značný vliv také mediální obraz společnosti a množství citací v negativních zprávách, nebo přesun investic mezi různými instrumenty finančních trhů (akcie, dluhopisy, měny, komodity apod.)
Tyto faktory se snaží odhalit a charakterizovat dvě disciplíny fundamentální analýza a technická analýza, každá pomocí jiných metod a přístupů k datům.
Fundamentální analýza je vhodná spíše pro dlouhodobé investory, kdežto technickou analýzu využíjí spíše intradenní či swingoví obchodníci.

### Burzy a depozitáře
- Burza cenných papírů Praha
- RM systém
- Centrální depozitář cenných papírů